# Bartolomé González y Serrano

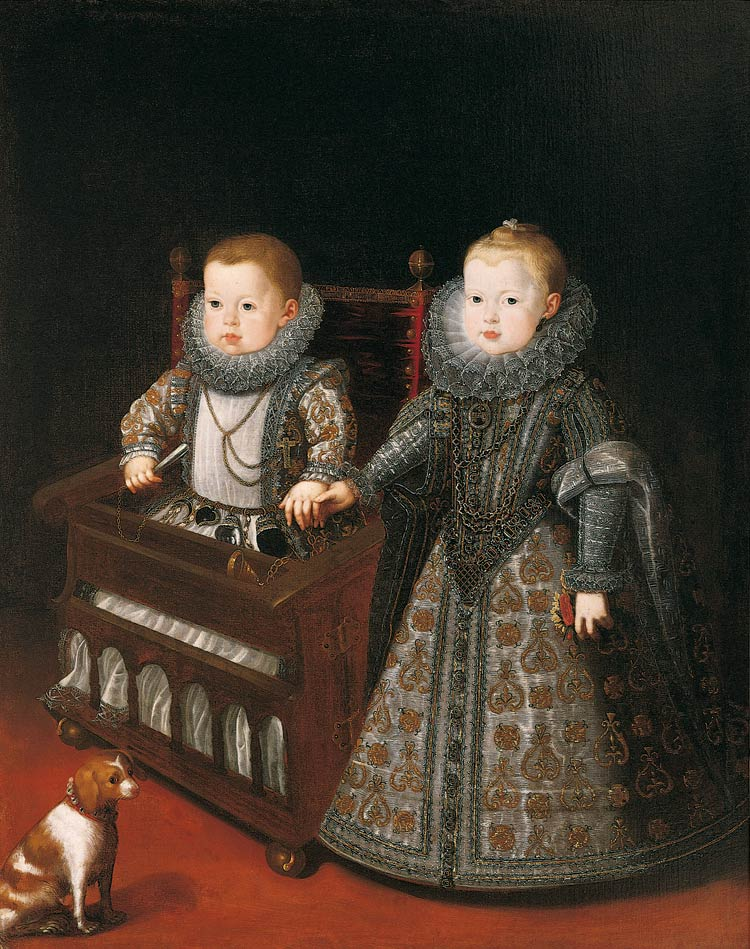
Les infants Don Alfonso el Caro et Ana Margarita

Bartolomé González y Serrano, (1564-1627) est un peintre espagnol de l'époque baroque, spécialisé dans la peinture de portraits, considéré par les historiens de l'art comme une continuation du genre de portraits de cour de la Renaissance pratiqués par Alonso Sánchez Coello et particulièrement Juan Pantoja de la Cruz.

## Biographie
Né à Valladolid, González étudie auprès de Patricio Caxés et Juan Pantoja de la Cruz. Il s'installe à Madrid où il est documenté à partir de 1607, et se consacre à l'exécution de portraits de la cour royale avec Rodrigo de Villandrando et Andrés López Polanco (es). À partir de 1617, il est peintre de cour du roi Philippe III d'Espagne, occupant la place laissée vacante pas Fabrizio Castello (es).
Son travail est presque exclusivement consacré à la production de portraits de la famille royale espagnole ainsi que de différentes cours européennes, sous la direction de Juan Pantoja de la Cruz. González met l'accent sur les bijoux et autres pièces décoratives minutieusement brodées, laissant les visages, traités avec la technique du clair-obscur, rigides et inexpressifs.
Jusqu'à la mort de Philippe III, il peint quatre-vingt-un portraits de la famille royale. Nombre d'entre eux sont des copies d'autres œuvres qu'il reproduit avec une réticence perceptible. Il peint également quelques œuvres sur des thèmes religieux comme le Saint-Jean- Baptiste (Jean le Baptiste) de 1621 au musée des beaux-arts de Budapest, ou le Repos lors de la Fuite en Égypte (1627, Musée du Prado).
Par son testament, daté du 8 octobre 1627, que signe Felipe Diricksen (es) comme témoin, et l'inventaire de ses biens fait à sa mort, quelques jours plus tard, nous savons qu'il a également peint des natures mortes et des paysages en plus de nombreuses copies des peintures de la collection royale, à la fois d'artistes italiens comme Titien et Raphaël et d'Espagnols contemporains, dont Pedro Orrente, Blas de Prado et Vincenzo Carducci.